# Volkswagen Iltis
O Volkswagen Type 183 "Iltis" (tourão em alemão), foi um veículo militar compacto fabricado pela Volkswagen, e utilizado pelo Exército da Alemanha. O Type 183 foi concebido para substituir o Type 181, que foi fabricado entre 1969 e 1983.
O Type 183 também foi fabricado sob licença no Canadá pela Bombardier, para 2.500 unidades para as forças canadenses e 2.673 unidades para o exército belga. A produção canadense correu entre 1984 e 1988, durante o qual um pequeno número de veículos também foram entregues aos Camarões e ao Omã.